# Dalestryj
Dalestryj – staropolskie imię męskie, złożone z członów Dale- ("daleko") i -stryj ("stryj"). Może oznaczać "ten, który ma stryjów, krewniaków męskich od strony ojca, daleko stąd".